# Caspar Wilhelm von Ritter zu Grünstein

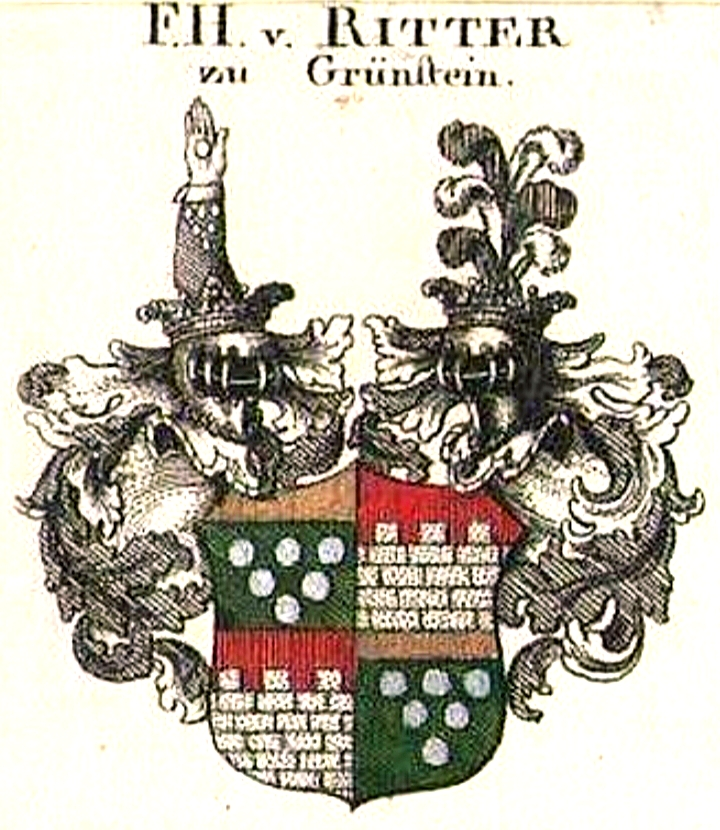
Wappen der Ritter von Grünstein

Caspar Wilhelm Freiherr von Ritter zu Grünstein, auch Ritter von Groenesteyn (* 16. März 1643 in Mainz; † 21. April 1729 ebenda) war ein deutscher Jurist und Beamter. Er war Kurmainzischer Hofgerichtspräsident und Kämmerer.

## Leben

### Herkunft und Familie
Caspar Wilhelm von Ritter zu Grünstein entstammte der Ritterfamilie de Ridder van Groenesteyn, die Mitte des 13. Jahrhunderts im Hochstift Utrecht urkundlich erwähnt wird. Sein Vater war Stefan von Ritter zu Groenesteyn (1607–1657),  Kapitän der Leibgarde des Mainzer Kurfürsten. Seine Mutter war  die Erbtochter Anna Ursula Freiin von Schwalbach (1612–1649), die zahlreiche Besitztümer in Kurmainz in die Ehe brachte und zum Reichtum der Gronesteyns führten.
1691 heiratete er in Köln Ottilia Anna Maria Spies von Büllesheim († 1728). Die Ehe brachte die Kinder Anselm Franz (1692–1765, Architekt und Baumeister), Heinrich Salentin (1693–1729), Anna Maria Ursula (1697–1736) und Maria Wilhelmine (1700–1734, Äbtissin in Schwarzrheindorf).

### Wirken
Caspar Wilhelm hatte Rechtswissenschaften an der Universität Douai studiert und den akademischen Grad Doktor beider Rechte erworben. 1672 wurde er Hessen-rheinfelsischer Hofrat und stieg 1674 zum Kurmainzischen Hofrat und Hofgerichtspräsident auf. 1684 wurde er dort Kämmerer.
1677 wurde er in die Reichsritterschaft aufgenommen.

### Ehrungen
1691 Kurmainzischer Geheimer Rat